# Église Notre-Dame-de-l'Assomption de Noailhac
Pour les articles homonymes, voir Notre-Dame-de-l'Assomption.
L'église Notre-Dame-de-l'Assomption de Noailhac est un édifice religieux catholique situé à Noailhac, dans le Tarn, en région Occitanie (France).

## Histoire
Construite au XIIe siècle sur les rives de la Durenque, l'église Notre-Dame est une église paroissiale. Transformée en 1317 en chapitre cathédral, elle possédait deux annexes : Saint-Michel-de-Perrin en 1569 ; Saint-Salvi-de-la-Balme en 1682. Après être devenue un chapitre cathédral, une chapellenie fut fondée en 1546. Lorsque le comte de Castres meurt en 1666, le bâtiment se retrouve submergé de litres funéraires aujourd'hui disparues. Moins d'un siècle plus tard, en 1728, c'est un banc consulaire qui y est établi.
Une première campagne de travaux a eu lieu au XVe siècle. Et au XIXe, c'est une nouvelle campagne de reconstruction qui restructure complètement le bâtiment, ne lui laissant que peu d'éléments originaux, et le dotant d'un clocher néo-roman.

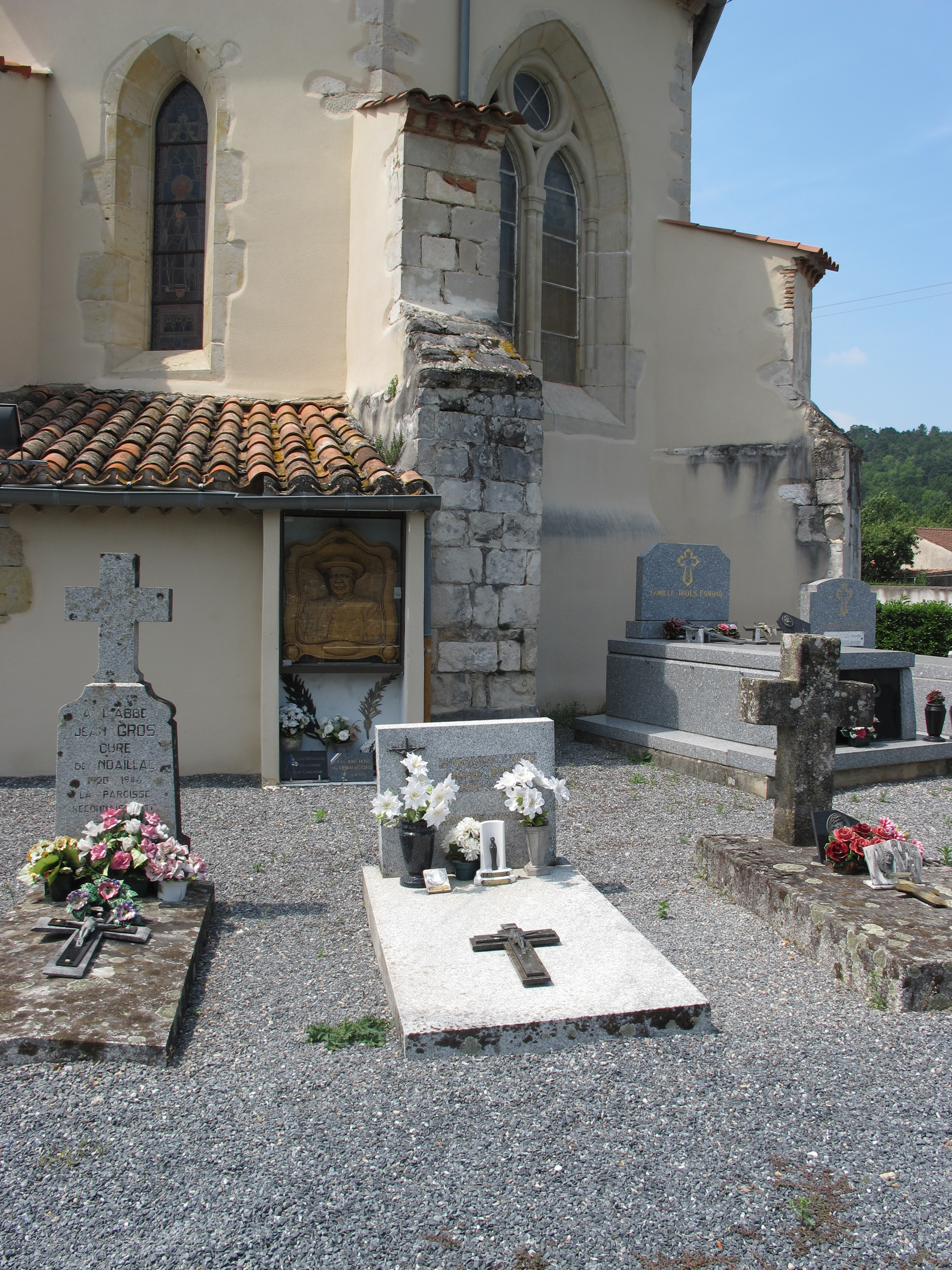
Tombe d'Henri Pistre à Noailhac.

En 1946, c'est l'abbé Pistre qui est nommé curé de Noailhac. Ancien joueur du SC Albi, il est très réputé pour son attachement au rugby. D'ailleurs, il fonde à Noailhac une équipe pour les jeunes, équipe qu'il entraîne lui-même. Réformateur, il acceptera de marier catholiques et protestants ensemble, et de baptiser leurs enfants. Lors de sa mort en 1980, il est enterré au village.
L'église Notre-Dame est partiellement inscrite au titre de monument historique par arrêté du 16 mai 1972, pour son porche du XIIe siècle.

## Architecture
L'édifice comporte un portail roman témoignant de son ancienneté, tandis que le clocher néo-roman prouve de récents ajouts. L'ensemble est caractérisé par une dissymétrie des rinceaux. La voûte de bois date des guerres de religion. Certaines décorations trompe-l’œil et médaillons, faites entre 1835 et 1845 sont attribuées à l'atelier italien Céroni.
L'intérieur est riche car détenteur d'un mobilier de qualité et d'un précieux décor. Parmi celui-ci, onze vitraux installés de 1850 à 1898, fabriqués par de réputés maîtres-verriers habitants le Puy-en-Velay et Toulouse. Les armoiries de la famille Barbara de Labelotterie de Boisséson sont gravées sur l'un d'eux. Il est cependant à noter que certains vitraux sont grandement abîmés, que ce soit par une perte de couleur ou une détérioration du plomb. Une campagne de restauration devrait être lancée dans les années à venir.